# Річард Кеннеллі
Річард Кеннеллі (англ. Richard Kennelly, 4 липня 1965) — американський академічний веслувальник.
Срібний призер Олімпійських Ігор 1988 року в складі розпашної четвірки без стернового, учасник 1992 року.